# Shivachevo
Shivachevo (en búlgaro: Шивачево) es una ciudad de Bulgaria en la provincia de Sliven.

## Geografía
Se encuentra a una altitud de 294 m s. n. m. a 291 km de la capital nacional, Sofía.

## Demografía
Según estimación 2012 contaba con una población de 4 169 habitantes.
|         | 2004  | 2005  | 2006  | 2007  | 2008  | 2009  | 2010  | 2011  |
| Mujeres | 1 970 | 1 979 | 1 989 | 1 971 | 1 941 | 1 931 | 1 894 | 1 845 |
| Varones | 1 982 | 1 989 | 1 984 | 1 982 | 1 950 | 1 937 | 1 901 | 1 815 |
| Total   | 3 952 | 3 968 | 3 973 | 3 953 | 3 891 | 3 868 | 3 795 | 3660  |